# Бесамемуча (альбом)
Бесамемуча — первый альбом ростовской группы «Пекин Роу-Роу», записанный в августе 1990 года на студии «ПО», в Ростове-на-Дону. Звукорежиссёр — Павел Омельченко. В 1998 году альбом был переиздан на лейбле отделение «Выход» (Москва).

## Список композиций
1. Весна — 2:41
2. Жу-жу — 3:26
3. Радио «Маяк» — 4:15
4. Auf Wiedersehen — 4:15
5. Каир — 5:19
6. Good Morning — 1:32
7. На улицах города … — 3:30
8. Шиги-Джиги — 2:12
9. Ты — ночная звезда — 2:31
10. Ага, любовь! — 3:02
11. Джалада Сиксти Порко — 2:37
12. Пограничная тишина — 2:06
13. Подмосковные вечера — 3:22
14. Ты прогнала меня — 1:03

## Авторство
- Музыка: Сергей Тимофеев / Дмитрий Келешьян, кроме (2, 3, 13): Владимир Сорокин / Сергей Тимофеев / Дмитрий Келешьян; (4): Олег Гапонов; (9, 12) Юрий Шабельников / Сергей Тимофеев.
- Слова: Сергей Тимофеев, кроме (4): Олег Гапонов; (13) Михаил Львович Матусовский / Сергей Тимофеев.
- Аранжировки: Дмитрий Келешьян / «Пекин Роу-Роу».

## Пекин Роу-Роу
- Сергей Тимофеев — пение, кроме (12);
- Дмитрий Келешьян — эл. гитара, подпевки (8, 9), «молоточек» (7);
- Виктор Пивторыпавло — барабаны, перкуссия;
- Вадим Дмитренко — контрабас, бас-гитара (13);
- Константин Лешенко — эл. гитара;
- Николай Константинов — подпевки, «кольковка», губная гармоника, полоскание горла (6);
- Григорий Гаспарян — труба;
- Игорь Лучко — тромбон;
- Юрий Шабельников — пение (12), подпевки (9,11), скэт (11), крик макаки-резус (13);
- Геннадий Бежанов — контрабас (1), треугольник;
- Герман Сандин — сопрано-саксофон;
- Елена Маршалкина — скрипки;
- Сергей Данилин — альт-саксофон;
- Парень с окраины — электробаян (9);
- Дмитрий Катханов — кваканье (6), треугольник;
- Вокальная группа «Касатки»: Ольга Костюк, Светлана Шорсткая, Любовь Алиферова, Виктория Тимофеева.